# Hans-Peter Bühler

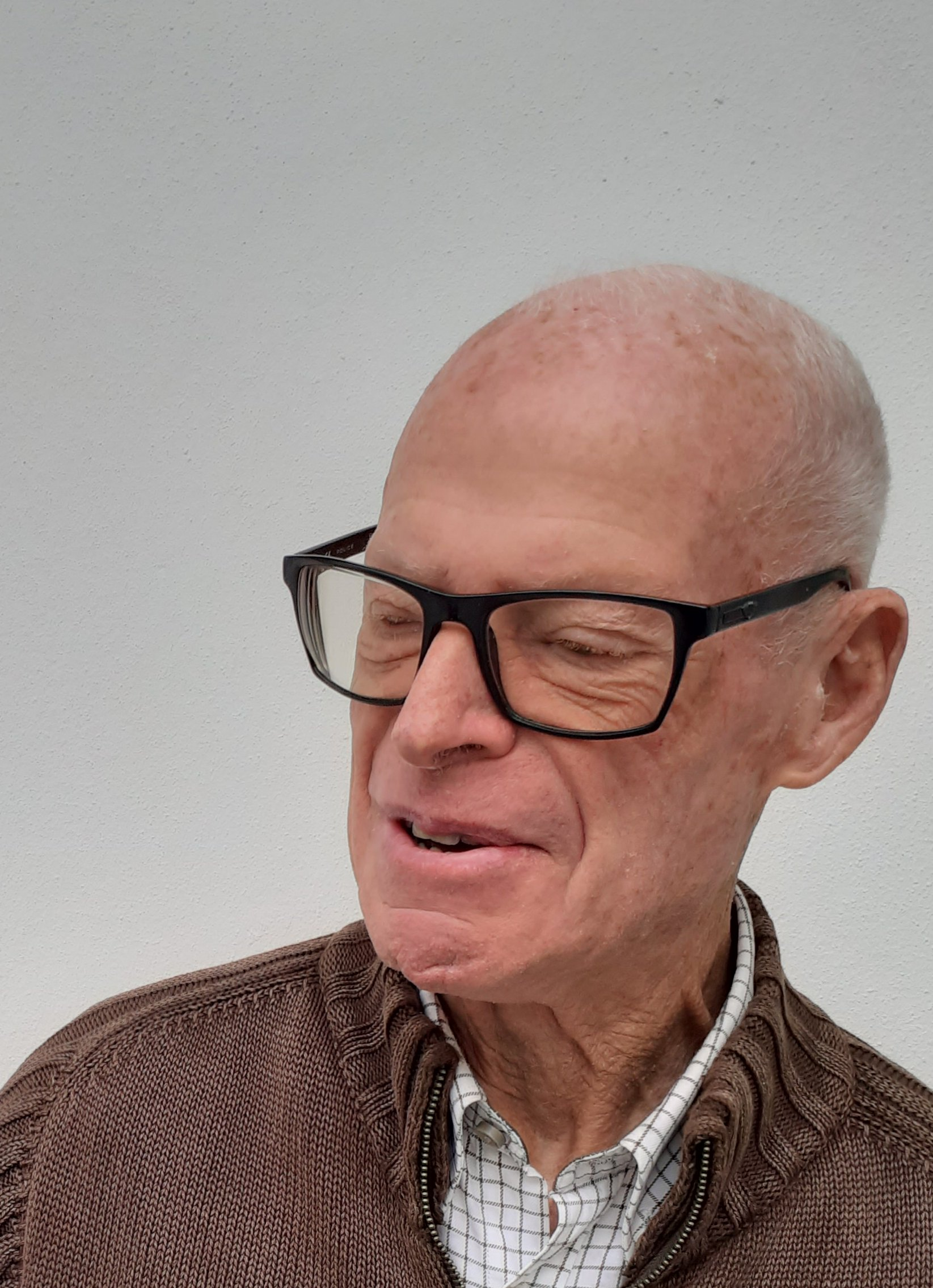
Hans-Peter Bühler (2020)

Hans-Peter Bühler (* 1. Februar 1942 in Stuttgart) ist ein deutscher Kunsthändler, Kunsthistoriker und deutsch/portugiesischer Mäzen. Seit 2006 ist er in Portugal ansässig.

## Leben

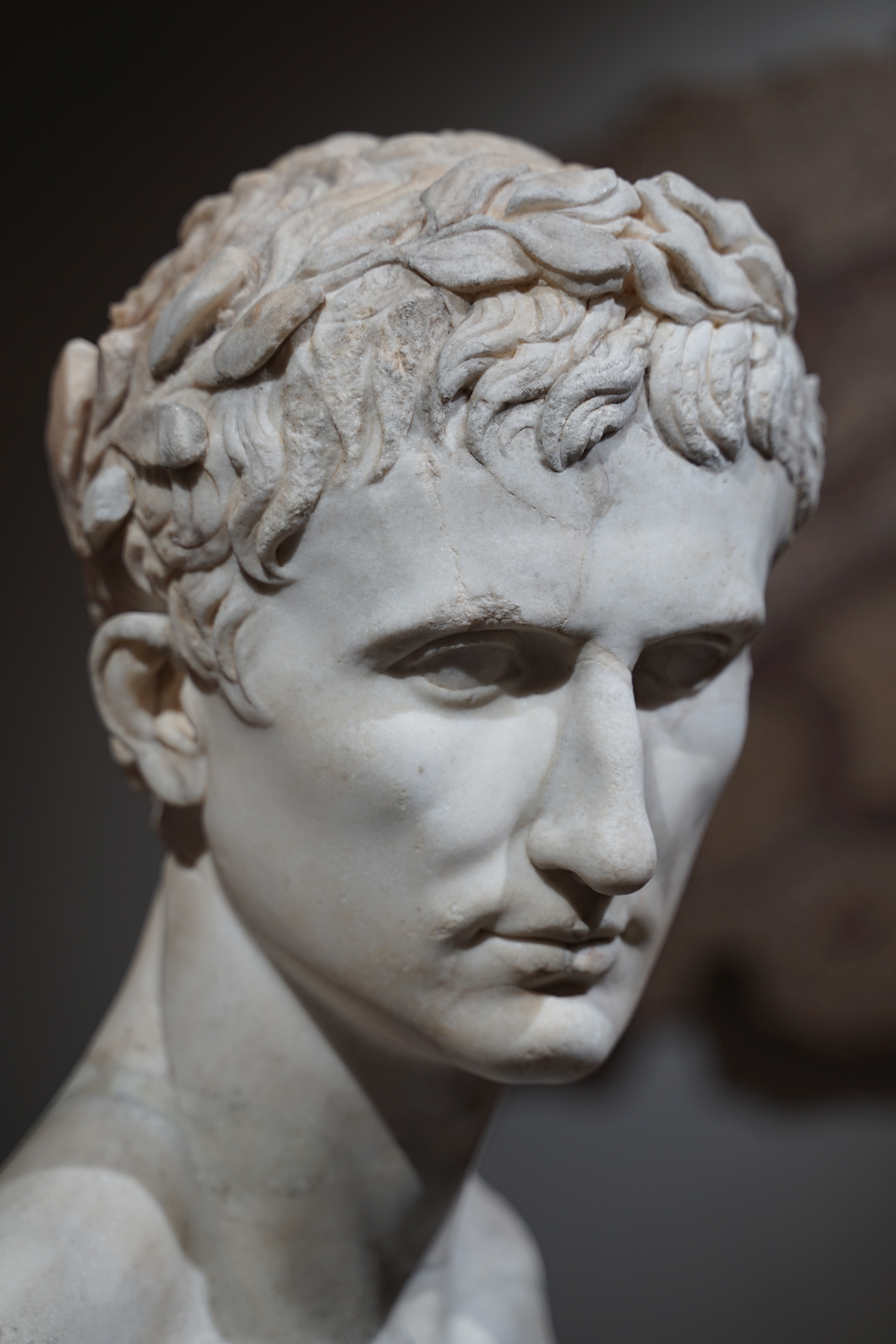
Marmorbüste des römischen Kaisers Augustus

Hans-Peter Bühler studierte Kunstgeschichte und Klassische Archäologie in München, Heidelberg und Würzburg und wurde 1967 an der Universität Würzburg bei Erika Simon mit einer Arbeit über Antike Gefässe aus Chalcedonen promoviert. Mit seiner Frau Marion Bühler-Brockhaus, einer direkten Nachfahrin des Leipziger Begründers der Enzyklopädie F. A. Brockhaus trat Hans-Peter Bühler in das vom Großvater Christian Bühler 1905 gegründete Kunsthaus ein. 1970 vermittelte er an die Kunsthalle Hamburg das Gemälde von Caspar David Friedrich Der Wanderer über dem Nebelmeer. Er eröffnete nach siebenjähriger Tätigkeit in Stuttgart eine Galerie in München, mit Schwerpunkt auf dem deutschen und französischen Vor- und Impressionismus. Außer dem Galeriebetrieb war er als Autor von Kunstbüchern und als Kunstsachverständiger bei der IHK für München und Oberbayern tätig. 2004 erfolgte eine Schenkung an das Museum der bildenden Künste in Leipzig von hochrangigen 41 Gemälden, Zeichnungen und Skulpturen.
Im Jahr 2006 erfolgte die Niederlassung in Setúbal, Portugal. Die 2008 von Hans-Peter Bühler und seiner Frau gegründete die Stiftung Fundação Buehler-Brockhaus stellte Marmorgroßskulpturen auf der Kreisverkehrsinsel Rotunda dos Golfinhos, der Rotunda das Sardinhas sowie eine Stahlskulptur auf der Rotunda do Zéfiro auf.
Die Stiftung machte dem Museu de Arqueologia D. Diogo de Sousa in Braga (Nordportugal) eine Schenkung von über 250 Werken der klassischen Antike, mit der in Portugal einzigen antiken Marmorbüste des römischen Kaisers Augustus, nach welchem auch die Stadt ihren Beinamen Bracara Augusta erhielt.

## Veröffentlichungen (Auswahl)
- Antike Gefäße aus Chalcedonen. Dissertation Würzburg 1967.
- Der Maler Carl Ebert. Fink, München 1971.
- Antike Gefässe aus Edelsteinen. Zabern, Mainz 1973.
- mit Marion Bühler-Brockhaus: Die Schule von Barbizon. Französische Landschaftsmalerei im 19. Jahrhundert. Bruckmann, München 1979, ISBN 3-7654-1761-0.
- mit Albrecht Krückl: Heinrich Bürkel. Mit Werkverzeichnis der Gemälde. Bruckmann, München 1989, ISBN 3-7654-2232-0.
- Jäger Kosaken und polnische Reiter, Josef von Brandt, Alfred von Wierusz-Kowalski, Franz Roubaud und der Münchner Polenkreis. Olms, Hildesheim 1993, ISBN 3-487-09655-2.
- Corot bis Monet. Von Barbizon zum Impressionismus; Schenkung Bühler-Brockhaus an das Museum der bildenden Künste Leipzig; zur Eröffnung des Museumsneubaus im Jahr 2004. Mit Grussworten von Wolfgang Tiefensee, Hans-Werner Schmidt und Pierre Rosenberg, Einführung von Thomas W. Gaehtgens. Texte zu den Gemälden und Zeichnungen: Hans-Peter Bühler. Zu den Skulpturen: Gerard Bouté. Krüger Druck, Dillingen 2003, ISBN 978-3-00-011003-0.
- Arqueologia, Coleção Buehler-Brockhaus, Text: Hans-Peter Bühler. Fundação Buehler-Brockhaus, Setúbal 2015, ISBN 978-989-96430-1-7.
- Greco-Roman world. Ancient mediterranean art. The Bühler-Brockhaus donation to the Museu de Arqueologia D. Diogo de Sousa, Braga; Published by Fundac̦ão Buehler-Brockhaus, 2020; catalogue entries: Hans-Peter Bühler; J. Bagot, ISBN 978-989-96430-2-4

Neben Beiträgen in Kunstzeitschriften ist Bühler auch Mitautor von Bruckmanns Lexikon der Münchner Kunst, 4 Bände, 1981–1983 und 2 Bände 1993–1994, Bruckmann Verlag, München, ISBN 3-7654-1801-3 / 3-7654-1801-3. Ferner schrieb er Artikel für das Allgemeines Künstlerlexikon. Die Bildenden Künstler aller Zeiten und Völker.

## Schenkungen an Museen und Institutionen (Auswahl)

### Gemälde und Zeichnungen
- Eugène Carrière: Die Nymphe Echo, 1880. Bayerische Staatsgemäldesammlungen München, 1981.[11]
- Philipp Peter Roos (1655–1706): Hirte mit Ziegenherde, Pferden und Hunden. Bayerische Staatsgemäldesammlungen München, 1982.[12]
- Eugène Boudin (1824–1898): Berck, Le Rivage, 1881. Musée du Touquet, Le Touquet (Frankreich), 1998.
- Jules Dalou (1838–1902): La Boulonnaise, 1876. Bronze. Musée du Touquet, 1998.
- Max Liebermann (1847–1935): Der Künstler skizzierend im Kreise seiner Familie, 1925. Ölgemälde, Liebermann-Villa am Wannsee, Berlin, 2016.
- Max Liebermann (1847–1935): Pferdeführer am Strand, um 1908. Kreide auf Büttenpapier Schenkung zum 80. Jahrestag der Pogromnacht 1936. Liebermann-Villa am Wannsee, Berlin, 2016.[13]
- Max Liebermann (1847–1935): Klagende, um 1923. Schwarze Kreide. Schenkung zum 80. Jahrestag der Pogromnacht 1936. Liebermann-Villa am Wannsee, Berlin, 2016.[13]
- Henri Matisse (1869–19549): Femme accoudée ca. 1939–40. Zeichnung. Musée départemental Matisse, Le Cateau - Cambrésis (Frankreich), 2019.[14]
- Max Liebermann (1847–1935): Gehendes Mädchen. Singer Laren (Niederlande). 2019.[15]

### Schenkungen Bühler-Brockhaus, Museum der bildenden Künste Leipzig 2004 – 2017

#### Schenkung Bühler-Brockhaus 2004, 41 Werke

##### Gemälde
- 1-Rosa Bonheur (1822–1899): Reiter im Regenschauer, 1882. Inv. 3134.
- 2-Eugène Boudin (1824–1898): Hafen von Deauville,1880. Inv. 3135.
- 3-Camille Corot Jean-Baptiste (1796–1875): Holzfäller in einem Waldtal. Inv. 3136.
- 4-Jean-Baptiste Camille Corot (1796–1875): Erinnerung an Dardagny. Inv.137.
- 5-Jean-Baptiste Camille Corot (1796–1875): Die Weinlese. Inv. 3138.
- 6-Gustave Courbet (1819–1877): Die Loue Im Juragesteini. Inv. 3139.
- 7-Gustave Courbet (1819–1877). Am Starnberger See. Inv. 3140.
- 8-Charles-François Daubigny (1817–1878): Fähre bei Bonnières, 1864. Inv. 3142.
- 9-Charles-François Daubigny (1817–1878): Obstbaumwiese bei Sonnenuntergang, Inv.3141.
- 10-Charles-François Daubigny (1817–1878): Wäscherinnen in Bezons, 1853. Inv. 3143.
- 11-Narcisse Virgile Diaz de la Peña (1807–1876): Die Lichtung, 1870. Inv. 3144.
- 12-Narcisse Virgile Diaz de la Peña (1807–1876): Blumen. Inv. 3145.
- 13-Jules Dupré (1811–1889): Die drei Eichen. Inv. 3146.
- 14-Jules Dupré (1811–1889): Offene See. Inv. 3147.
- 15-Henri Fantin-Latour (1836–1904): Zinnien, 1886. Inv. 3149.
- 16-Henri Fantin-Latour (1836–1904): Apfelstilleben, 1881. Inv. 3148.
- 17-Charles-Emile Jacque (1813–1894): Schafherde am Feldrand, 1856. Inv. 3150.
- 18-Stanislas Lépine (1835–1892): Seine-Ansicht mit Jenabrücke. Inv. 3151.
- 19-Jean-François Millet (1814–1875): Felsküste bei Gréville, 1854. Inv. 3152.
- 20-Claude Monet (1840–1926): Boote am Strand von Etretat,1883. Inv. 3153.
- 21-Adolphe Monticelli (1824–1886): Die Hellebardenträger. Inv. 3154.
- 22-Théodule Ribot (1823–1891), Das Schwesterchen. Inv. 3156.
- 23-Théodule Ribot (1823–1891): Das Gespräch. Inv. 3155.
- 24-Théodore Rousseau (1812–1867). Der Dorfbackofen. Inv. 3157.
- 25-Théodore Rousseau (1812–1867): Sonnenuntergang bei Apremont. Inv. 3158.
- 26-Constant Troyon (1810–1865): Kühe im Wald. Inv. 3159.
- 27-Felix Ziem (1821–1911): Karneval in Venedig. Inv. 3160.
- 28-Felix Ziem (1821–1911): Grosse Krevetten. Inv. 3161.
- 29-Felix Ziem (1821–1911): Orientalisches Stadttor. Inv. 3162.

##### Zeichnungen
- 30-Edgar Degas (1834–1917): Frauen mit Sonnenschirmen. Inv. 2001-121.
- 31-Eugène Delacroix (1798–1863): Sitzende Löwin, stehender Löwe. Inv. 2001-122.
- 32-Jean-François Millet (1814–1875): Grabender Mann. Inv. 2001-124.
- 33-Jean-François Millet (1814–1875): Die Flachsbrecherin. Inv. 2001-125.
- 34-Jean-François Millet (1814–1875): Schäfer einen Schafpferch öffnend. Inv. 2001-123.

##### Skulpturen
- 35-Jean-Baptiste Carpeaux (1827–1875): Warum als Sklave geboren? Inv. P.853.
- 36-Jean-Baptiste Carpeaux (1827–1875): Der Chinese: Inv. P.852.
- 37-Jean-Baptiste Carpeaux (1827–1875): Spottender Amor. Inv. P.854.
- 38-Jules Dalou (1838–1902): Die Lesende. Inv. P.855.
- 39-Jules Dalou (1838–1902): Statue des Bauern. Inv. P.857.
- 40-Jules Dalou (1838–1902): Junge stillende Mutter. Inv. P.856.
- 41-Jules Dalou (1838–1902): Die Aufsteigende. Inv. P.858.[16][17]

#### Weitere Schenkungen
- 434 kunstgeschichtliche Bände zur französischen Malerei des 19. Jahrhunderts. Museum der bildenden Künste Leipzig, 2005.
- Max Liebermann (1847–1935): Spaziergang im Tiergarten. Museum der bildenden Künste Leipzig, 2006. Inv. 3241.
- Max Liebermann (1847–1935): Skizze zu einer Bauernfamilie. Museum der bildenden Künste Leipzig, 2006.
- Adolf von Menzel (1815–1905): Drei Physiognomien eines Zeitung lesenden Mannes, 1891. Kohlestift auf Papier. Museum der bildenden Künste Leipzig, 2008. Inv.2008–421.
- Charles-François Daubigny (1817–1878): Voyage en bateau. Folge von 8 Blatt Radierungen. Museum der bildenden Künste Leipzig, 2008. Inv. 2008-422 bis 2008-429.
- Louis Valtat (1869–1952): Les vagues, 1909. Inv. G 3308. Museum der bildenden Künste Leipzig, 2012.
- Louis Valtat (1869–1952): Mère et enfant, 1897. Inv. G 3307. Museum der bildenden Künste Leipzig, 2012
- Louis Valtat (1869–1952): Madame Valtat et son fils Jean. Bronzeplastik. Inv. P 864. Museum der bildenden Künste Leipzig, 2012.
- Max Liebermann (1847–1935): Strasse in Scheveningen, 1891. Museum der bildenden Künste Leipzig, 2017.

### Stiftung Fundação Buehler-Brockhaus
- Carlos Andrade: Golfinhos. (Gruppe von Delfinen) Großplastik im öffentlichen Raum. Marmor. Setúbal, 2017.[18]
- Sérgio Vicente: Statue Luísa Todi, Fórum Luísa Todi, Inox. Großplastik im öffentlichen Raum. Setúbal, 2017.[19]
- Sérgio Vicente: Statue Zéfiro, Inox. Großplastik im öffentlichen Raum. Setúbal, 2013.[20]
- Luísa Perienes: Sardinhas, Großplastik im öffentlichen Raum. Marmor. Setúbal, 2014.
- Römische Marmorplastik: Cautopates, Museu de Setúbal, Convento de Jesus, 2020.[21][22]

### 250 Objekte der klassischen Antike
darunter Marmorporträts von den römischen Kaisern Augustus und Trajan, Mosaiken, Goldschmiedearbeiten (Auswahl)
- Römische Portraitbüste von Kaiser Augustus, Ende 1. Jahrhundert v. Chr.
- Römische Portraitbüste von Kaiser Trajan, Ende 1. Jahrhundert n. Chr.
- Attische schwarzfigurige Amphora, Herakles und der nemeische Löwe, 530-500 v. Chr.
- Monumentaler rotfiguriger Volutenkater, um 330-320 v. Chr.
- Römisches Mosaik: Museu de Arqueologia D. Diogo de Sousa, Braga (Portugal).[23][24][25]

## Ehrungen
- 2010: Verdienstorden des Freistaates Sachsen, 19. August 2010